# مادونا ذات الرقبة الطويلة
مادونا ذات الرقبة الطويلة هي لوحة زيتية للرسام الإيطالي بارميجانينو، اللوحة معروضة حالياً في معرض أوفيزي.